# Adalbert Praški
Adalbert Praški ili Vojtjeh Slavniković (češ. Vojtěch; Libice nad Cidlinou, oko 956. – Elbląg, 23. travnja 997.) katolički je mučenik, biskup i svetac.

## Životopis
Rodio se oko godine 956. u Libicama, u današnjoj istočnoj Češkoj. Bio je sin bjelohrvatskog kneza Slavnika i Strjezislave, sestre čeških knezova Vaclava i Boleslava II. Djetinjstvo je proveo na dvoru u Libici gdje je kao mladić kršten i krizman. Budući da je bio u rodu s njemačkom carskom obitelji, školanje je nastavio u njemačkom Magdeburgu gdje je pohađao katedralnu (biskupsku) školu.
Godine 981. je primio svećeničko pomazanje i ime Adalbert po magdeburškom biskupu Adalbertu (lat. Adalbertus) koji mu je bio veliki uzor. Te je godine umro Vojtjehov otac Slavnik, a 983. Adalbert postaje praški biskup, drugi po redu na biskupskoj stolici u Pragu, 19. veljače 983. preuzima upravu praške biskupije. Odlazi kasnije u Rim papi Ivanu XV. kako bi ga odriješio te službe, no nadbiskup iz Mainza zamolio je papu neka Adalberta što prije vrati na njegovu biskupsko mjesto. Adalbert to prihvaća i ubrzo osniva benediktinski samostan u Brevnovu. Adalbert opet napušta svoju biskupiju i odlazi u Rim u samostan, ali ga je papa Grgur V. zamolio da se vrati u Prag, što on prihvaća.
Pri povratku u Prag odsjeo je u Senju. Biskup Adalbert je bio dobro obrazovan, bio je vješt govornik i znalac nekoliko jezika. Svjetovni i crkveni dostojanstvenici rado su slušali i uvažavali njegovu riječ, a bio je najmlađi biskup u povijesti Katoličke crkve. Biskup je postao u 27. godini svojega života.
U Nijemaca je poznat kao Adalbert, u Čeha kao Vojtĕch, u Poljaka kao Wojciech, u Mađara kao Béla.
Vojtjehovu braću i sve Slavnikoviće je te godine u Libici pobio njihov rođak, češki knez Boleslav II. Adalbertu je u Pragu život bio u opasnosti pa je 989. napustio Prag i otišao u Rim gdje je utočište našao u samostanu sv. Bonifacija i Aleksija u kojem je postao benediktinac. Iz Rima se 992. vratio na prašku biskupsku stolicu nakon intervencije cara Otona III. koji je zaprijetio češkom knezu Boleslavu II. zahtijevajući od njega da biskupu Adalbertu garantira siguran život i rad. Adalbert se vratio u Prag, ali je zbog jake češke oporbe 994. ponovno napustio Češku i otišao misionariti u Ugarsku gdje je misionario i njegov polubrat Radim Gaudencije.
Iz Ugarske je otišao u Poljsku, u Gniezno, na dvor poljskoga kneza Boleslava I. Hrabrog iz dinastije Pjastovića. Dok je boravio u Poljskoj, Adalbert je saznao za masakr koji se je dogodio u Libici 28. rujna 995. Knez Sobjeslav, najstariji Adalbertov brat, u doba češkoga masakra bio je zajedno s njemačkim carem Otonom III. u vojnom pohodu Svetog Rimskog Carstva protiv Prusa na sjeveru današnje Poljske. Na intervenciju poljskoga kneza Boleslava I. Hrabrog i njegove žene Dubravke, Adalbert je po treći put trebao preuzeti biskupsku stolicu u Pragu. Adalbert se nije vratio u Prag zbog prijetnji smrću koje su mu uputili češki plemići, poglavito Vršovići koji su sudjelovali u masakru u Libici. Adalbert je naposljetku otišao u Rim, gdje je tada boravio car Oton III. s kojim se Adalbert sprijateljio i postao mu savjetnik za svjetovna i vjerska pitanja.
U jesen 996. Adalbert se vratio u Poljsku. Te godine otišao je misionariti u Prusku gdje su ga Prusi ubili 23. travnja 997. Pogani Prusi su ga proboli kopljem i isjekli na komade. Poljski knez Boleslav I. Hrabri je njegovo tijelo otkupio od Prusa i sahranio u katedralu u Gnieznu gdje je u to doba bila prijestolnica poljske kneževine.
Svetim ga je proglasio 999. papa Silvestar II. Godine 1000. car Oton III. je hodočastio na njegov grob u Gnieznu iskazavši mu tim činom svoje štovanje. Adalbertovi posmrtni ostatci su na molbu češkoga kneza Břetislava I. godine 1039. preneseni iz Gniezna u Prag, odnosno u katedralu sv. Vida.
Odmah nakon smrti štovanje sv. Adalberta počelo se širiti srednjom Europom; po Poljskoj, Litvi, Njemačkoj, Češkoj, Moravskoj, Slovačkoj, Ugarskoj, Austriji i mnogim drugim. Cijela srednja Europa je 1997. obilježila 1000 godina od smrti sv. Adalberta i dvije godine kasnije 1000 godina od njegovog proglašenja svetim.